# Bolko von Richthofen
Bolko Karl Ernst Gotthard Freiherr von Richthofen (* 13. September 1899 in Mertschütz, Landkreis Liegnitz, Provinz Schlesien; † 18. März 1983 in Seehausen am Staffelsee) war ein deutscher Prähistoriker aus dem Adelsgeschlecht der Richthofens. Er lehrte von 1933 bis 1945 als Professor zunächst an der Albertus-Universität Königsberg und dann an der Universität Leipzig. Sein Forschungsschwerpunkt in dieser Zeit war die Vorgeschichte Schlesiens. Da er nach dem Zweiten Weltkrieg als überzeugter Nationalsozialist eingestuft wurde, erhielt er ab diesem Zeitpunkt keine Festanstellung mehr an einer Universität und betätigte sich als freischaffender Forscher, Publizist und Verfasser von Gedichten. In dieser zweiten Lebensphase veröffentlichte er revanchistische und antipolnische Literatur sowie Werke, in denen der die Schuld Deutschlands am Zweiten Weltkrieg zu relativieren versuchte.

## Leben

### Jugend und Ausbildung
Bolko von Richthofen war ein Sohn des Jauerschen Landrates und Abgeordneten Ernst Freiherr von Richthofen (1858–1933), Gutsherrn auf Mertschütz, das durch den Memoirenautor Hans von Schweinichen in die Geschichte einging. Mit dem Roten Baron Manfred von Richthofen ist Bolko von Richthofen nur entfernt verwandt; Manfred von Richthofens jüngerer Bruder war Karl-Bolko von Richthofen (1903–1971), was manchmal zu Verwechslungen führt.
Richthofen legte sein Abitur am 1. Juni 1917 am Städtischen humanistischen Gymnasium in Liegnitz ab. Ab Ostern 1917 wurde er Mitglied im 8. Dragoner-Regiment in Oels, zunächst als Fahnenjunker im Garnisonsdienst. Er nahm von Oktober 1917 bis März 1918 am Ersten Weltkrieg teil. Danach leistete er erneut Garnisonsdienst, mittlerweile als Leutnant beim 8. Dragoner-Regiment in Oels bis Anfang Dezember 1918. Vom 18. Dezember 1918 bis zum 20. Juni 1919 wurde er erneut eingezogen und diente anschließend bis zum 20. November 1919 in der illegalen Schwarzen Reichswehr. Er beteiligte sich 1919 an Kämpfen in Berlin und München. Sein Dragoner-Regiment 8 war im Januar 1919, zusammen mit der Garde-Kavallerie-Schützen-Division an der Niederschlagung des Spartakusaufstands in Berlin beteiligt. Danach wurden das 8. Dragoner-Regiment zusammen mit dem Freikorps Lützow nach München verlegt wo diese an der Niederschlagung der Münchner Räterepublik wirkten. Ende Juni war Richthofen mit seinen 8. Dragoner-Regiment im Grenzschutzeinsatz im Kreis Kempen in Posen. Kurz danach im Kreis Pleß zum Schutz Oberschlesiens bis März 1920. Vom 1. April bis zum 7. Juli 1921 war er Freiwilliger beim Selbstschutz Oberschlesien (SSOS), der den Sturm auf den Annaberg organisierte. Richthofen erwarb sich beim Sturm auf Zembowitz den Schlesischen Adler.

### Frühe Karriere
Richthofen studierte Vorgeschichte, Klassische Archäologie und Geographie an der Universität Breslau und der Ludwig-Maximilians-Universität München und wurde in Breslau 1924 mit einer Arbeit über die ältere Bronzezeit in Schlesien promoviert. Nach Beendigung seines Studiums arbeitete er ab 1924 als wissenschaftliche Hilfskraft am Schlesischen Museum für Kunstgewerbe und Altertümer in Breslau. Ab 1925 war er Abteilungsleiter und Kustos am Oberschlesischen Landesmuseum in Beuthen. Von 1925 bis 1929 arbeitete er als Staatlicher Vertrauensmann für kulturgeschichtliche Bodendenkmäler der Provinz Oberschlesien in Beuthen und Ratibor. Außerdem war er Leiter der Oberschlesischen Provinzialsdenkmalspflege.
Von 1929 bis 1933 war er Abteilungsleiter und Kustos am Museum für Völkerkunde in Hamburg. 1930 habilitierte er sich an der Universität Hamburg für Vor- und Frühgeschichte mit der Arbeit Die deutschen Funde der norostischen Kultur der jüngeren Steinzeit.

### Karriere im Nationalsozialismus
Bolko von Richthofen trat zum 1. Mai 1933 der NSDAP bei (Mitgliedsnummer 3.039.581), wurde aber schon vor diesem Datum von einem Fachkollegen gegenüber Joseph Goebbels als „begeisterter Nationalsozialist“ bezeichnet. Schon in seiner Hamburger Zeit vor 1933 war er ehrenamtlicher Dozent an der dortigen nationalsozialistischen Volkshochschule gewesen und engagierte sich ab 1932 im nationalsozialistischen Kampfbund für deutsche Kultur. Im Reichsbund für Deutsche Vorgeschichte war Richthofen Landesleiter, in der Berufsvereinigung Deutscher Vorgeschichtsforscher ab 1933 Leiter. In der NS-Zeit verfasste von Richthofen eine Reihe von Schriften mit antislawischer Stoßrichtung. Im Jahr 1937 wurde er zum Mitglied der Leopoldina gewählt. Zwischen 1937 und 1939 wurde er Mitglied der Forschungsgemeinschaft Deutsches Ahnenerbe. Als enger Bekannter von Hermann Göring war Richthofen in Raub von Kunst, die sich in jüdischem Besitz befand, verwickelt. Noch im Oktober 1944 publizierte er in Walter Franks Reihe Forschungen zur Judenfrage einen Beitrag unter dem Titel „Judentum und bolschewistische „Kulturpolitik“.“
1933 wurde Richthofen als Ordinarius für Vor- und Frühgeschichte an die Universität Königsberg berufen, wo er zudem als Dekan der Philosophischen Fakultät wirkte. Ab dem Wintersemester 1939/1940 lehrte er außerdem „Auslandspressekunde“. Er leitete dort das Seminar bis 1942, dann folgte er dem Ruf als ordentlicher Professor für Ur- und Frühgeschichte an die Universität Leipzig. Nach 1939 war er allerdings hauptsächlich im Militärdienst als „Dolmetscher-Offizier“ und Referent für verschiedene Dienststellen des Oberkommandos der Wehrmacht tätig (er beherrschte angeblich 18 Sprachen). Richthofen wurde ab Mai 1942 im Range eines Rittmeisters in die Abteilung Fremde Heere Ost kommandiert. Er war beteiligt am Raub von Kunstgegenständen in den von der Wehrmacht besetzten Gebieten. Angeblich vernichtete er im Auftrag des Auswärtigen Amtes während des Russlandfeldzuges die Bibliothek der Nowgoroder Altertums-Gesellschaft sowie das Museum in Staraja Russa.

### Nach 1945
Nach dem Zweiten Weltkrieg kehrte Richthofen nicht in die sowjetische Besatzungszone nach Leipzig zurück, sondern versuchte anderswo eine Professur oder wissenschaftliche Anstellung zu erreichen. Da er jedoch als überzeugter Nationalsozialist eingestuft wurde, scheiterten diese Bemühungen. Dennoch erhielt er in den folgenden Jahren in Westdeutschland Forschungsaufträge durch die Deutsche Forschungsgemeinschaft, das Bundesministerium für Vertriebene, Flüchtlinge und Kriegsgeschädigte und das Außenministerium. Im Auftrag der Kampfgruppe gegen Unmenschlichkeit und mit finanzieller Unterstützung durch die CIA befragte Richthofen ehemalige Insassen sowjetischer Kriegsgefangenenlager und stellte ein Buch über diese von ihm so bezeichneten „roten KZs“ zusammen, das jedoch vom Verlag abgelehnt wurde. In den ersten Jahren nach dem Krieg trat Richthofen zudem als Berater der Verteidigung im sogenannten Nürnberger Wilhelmstraßen-Prozess hervor.
Von 1945 bis 1972 war er Mitglied der CSU. 1962 gründete Richthofen zusammen mit Gerhard Frey und Erwin Arlt die rechtsextreme Aktion Oder-Neiße. 1963 erhielt er das deutsche Bundesverdienstkreuz 1. Klasse.
Ab 1966 saß Richthofen im Kuratorium der Grotiusstiftung zur Verbreitung des Völkerrechts. 1968 wurde er, unter internem Protest, in die Deutschland-Stiftung aufgenommen, vor der Bundestagswahl 1972 aufgrund seines Einsatzes für die NPD aber wieder ausgeschlossen.
1969 wurde er Präsident der neu gegründeten Gesellschaft für Vor- und Frühgeschichte (Bonn). Außerdem engagierte er sich in den Vertriebenenverbänden und veröffentlichte antipolnische, revanchistische Literatur.
1970 gründete er zusammen mit Herbert Böhme und Fritz Münch die rechtsextreme Deutsche Bürgergemeinschaft.
Das deutsche Bundesamt für Verfassungsschutz zählt die Arbeiten von Richthofens, die im rechtsextremen Arndt-Verlag erschienen, als „revisionistische Werke (…) in denen die Hauptschuld des Hitler-Regimes am Ausbruch des Zweiten Weltkriegs abgestritten wird.“
Im März 1983 kehrte Richthofen von einem Spaziergang nicht in sein Seniorenheim zurück. Er war offenbar in einen Wassergraben gestürzt und ertrunken; seine Leiche wurde dort erst im Oktober gefunden. Sein Grab liegt auf dem Friedhof von Partenkirchen.

## Schriften
- Die ältere Bronzezeit in Schlesien (= Vorgeschichtliche Forschungen. Band 1, Heft 3). Walter de Gruyter, Berlin 1926.
- Oberschlesische Urgeschichtsforschung und nordische Altertumskunde. Verlag „Der Oberschlesien“, Oppeln 1929.
- Gehört Ostdeutschland zur Urheimat der Polen? Kritik der vorgeschichtlichen Forschungsmethode an der Universität Posen (= Ostland-Schriften. Heft 2). Ostland-Institut, Danzig 1929.
- Die Vor- und Frühgeschichtsforschung im neuen Deutschland. Junker und Dünnhaupt, Berlin 1937.
- Bolschewistische Wissenschaft und Judentum. In: Bolko von Richthofen (Hrsg.): Bolschewistische Wissenschaft und „Kulturpolitik“ (= Schriften der Albertus-Universität. Geisteswissenschaftliche Reihe. Band 14). Ost-Europa-Verlag, Königsberg/Berlin 1938, S. 289–318.
- mit Lothar Zotz: Ist Böhmen-Mähren die Urheimat der Tschechen? J. A. Barth, Leipzig 1940.
- A Schtickla Heemte. Gedichte in schlesischer Mundart. Möller, Rendsburg 1953.
- Aus fünf Erdteilen. Gedichte über fremde Länder und Völker. Grabski, Herne 1955.
- Heimat im Herzen. Schlesische Gedichte. Grabski, Herne 1956 (2. Auflage, Schulte-Kortnack, Herne 1968).
- Dank an Bayern. Gedichte. Grabski, Herne 1957.
- Deutschland und Polen. Schicksal einer nationalen Nachbarschaft (= Schriftenreihe der Niedersächsischen Landeszentrale für Politische Bildung. Reihe A, Heft 11). Niedersächsische Landeszentrale für Politische Bildung, Hannover 1959.
- Auslandsstimmen zur oberschlesischen Volksabstimmung (20. März 1921) (= Veröffentlichungen der Oberschlesischen Studienhilfe. Nummer 15). Oberschlesischer Heimatverlag, Augsburg 1961.
- Breslau von heute im Deutschen Fernsehen. Eine Kritik als Beitrag zum Beurteilen grundsätzlicher Fragen der deutsch-polnischen Beziehungen. Selbstverlag, Garmisch-Partenkirchen 1963 (2., erweiterte Auflage, Landsmannschaft Schlesien, Bonn 1963).
- Schlesien und die Schlesier. 3 Hefte, Grenzland-Verlag Rock, Wolfenbüttel o. J. 1967.
- Kriegsschuld 1939–1941. 2 Teilbände, Arndt, Vaterstetten 1968/1970 (Neuauflage unter dem Titel Kriegsschuld 1939–1941. Der Schuldanteil der anderen (= Tatsachen-Schriftenreihe. Band 2). Arndt, Vaterstetten 1975, ISBN 3-920040-33-3; 3. Auflage unter dem neuen Titel ebenda 1981, ISBN 3-88741-103-X; Neuausgabe 2001).
- Heimat und Freiheit in der Dichtung der Welt. Heimatliebe-Verlag Hammerbacher, Wört/Württemberg 1975.
- mit Reinhold Robert Oheim: Die Wahrheit in der Geschichte der deutsch-polnischen Beziehungen (= Veröffentlichungen der Arbeitsgemeinschaft für Wahrheitsfindung in der Geschichte. Band 1). Arndt, Vaterstetten 1979, ISBN 3-920040-65-1.
- mit Reinhold Robert Oheim: Weltherrschaft. Die Entwicklung Russlands zur Grossmacht. Ziel und Weg des Sowjet-Kommunismus. Schütz, Preussisch Oldendorf 1981, ISBN 3-87725-101-3.
- mit Reinhold Robert Oheim: Die polnische Legende. Von den Vertreibungsverbrechen bis zum Kriegsrecht: Das Schicksal der Deutschen unter polnischer Besetzung. Arndt, Kiel 1982, ISBN 3-88741-105-6.
- mit Reinhold Robert Oheim: Polens Marsch zum Meer. Zwei Jahrhunderte Teilung und Expansion. Arndt, Kiel 1984, ISBN 3-88741-109-9.
- mit Reinhold Robert Oheim: Polens Traum vom Grossreich. Von den Anfängen bis zur 1. Teilung. Arndt, Kiel 1985, ISBN 3-88741-115-3.
- Als Zeuge in Nürnberg. Arndt, Kiel 1987, ISBN 3-88741-127-7 (Sonderausgabe ebenda 2000).